# Oxbow (Saskatchewan)
Oxbow è un comune del Canada, situato nella provincia del Saskatchewan, nella divisione No. 1.